# Aston Martin V12 Speedster
L'Aston Martin V12 Speedster è un'autovettura prodotta dal 2021 dalla casa automobilistica britannica Aston Martin.

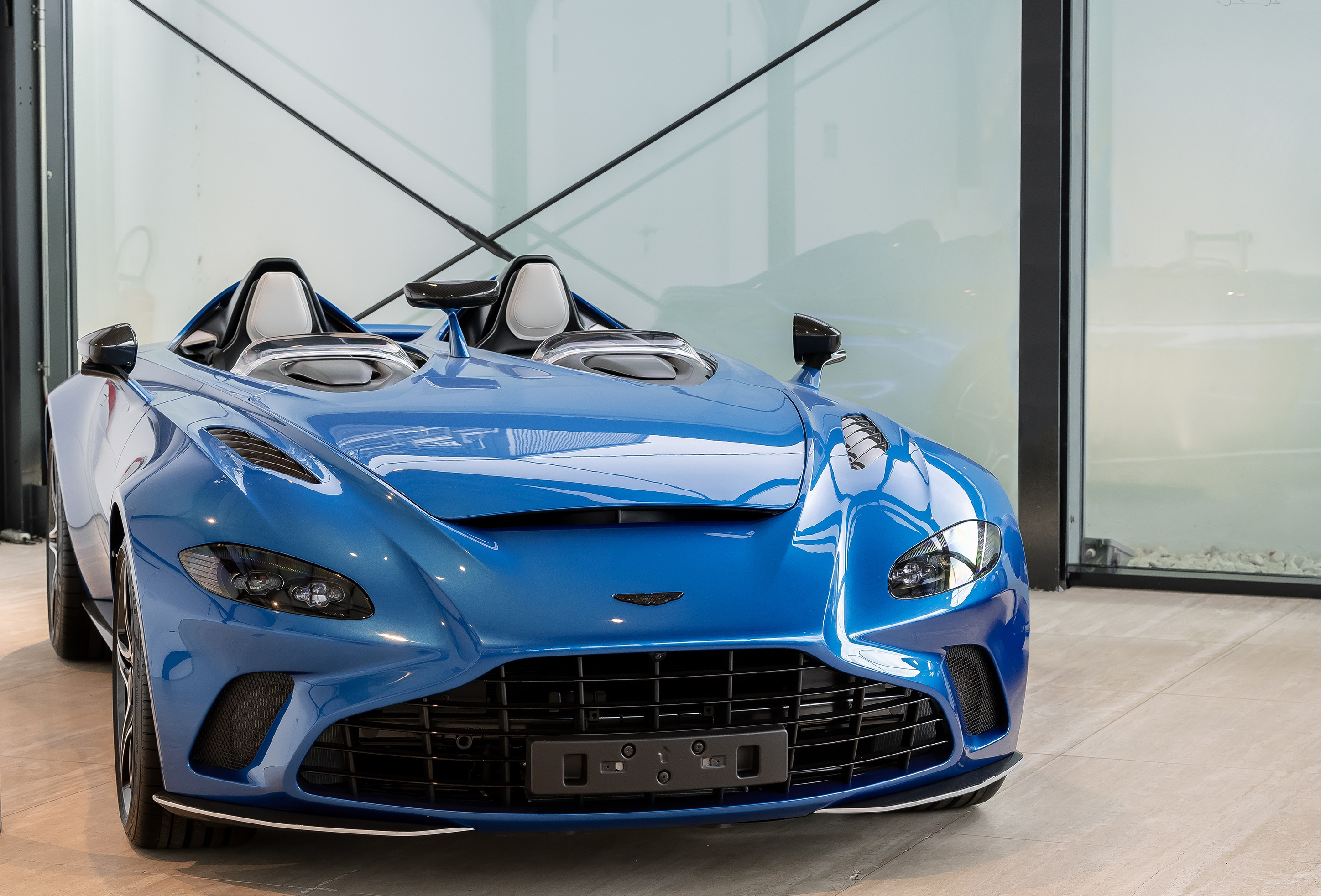
Dettaglio del frontale

## Descrizione
La vettura è stata annunciata a gennaio 2020 dalla stessa Aston Martin per fare concorrenza alla McLaren Elva e la Ferrari Monza SP2, per poi essere presentata attraverso la diffusione di dati tecnici e immagini sul web nel marzo dello stesso anno. La V12 Speedster è una barchetta, ovvero una vettura senza ne tetto ne parabrezza, la cui produzione è prevista in soli 88 esemplari. La vettura è stata creata per omaggiare l'Aston Martin DBR1 vincitrice della 24 Ore di Le Mans del 1959 ed è ispirata alla concept car Aston Martin CC100 Speedster presentata in occasione del centenario della casa automobilistica nel 2013. La vettura doveva essere presentata al Goodwood Festival of Speed nel 2020, ma a causa del suo rinvio dovuto alla pandemia di COVID-19, ha debuttato a luglio 2021.
La carrozzeria è di fibra di carbonio, così come altre componenti dell'abitacolo, nel quale sono presenti rivestimenti in pelle e alluminio e finiture di gomma stampata in 3D.
La vettura presenta un telaio in alluminio e molte componenti sono condivise con la coeva Vantage e DBS Superleggera. Dalla prima riprende la parte frontale della carrozzeria, mentre dalla seconda la meccanica. Per ovviare all'assenza del parabrezza e dei montanti anteriori, la vettura è dotata di un sistema aerodinamico che convoglia il flusso d'aria al di sopra dell'abitacolo, per permettere di viaggiare a velocità elevata isolando gli occupanti dall'aria. Il posto del guidatore e del passeggero sono divisi da una struttura di rinforzo in fibra di carbonio.
L'Aston Martin V12 Speedster eredita il propulsore dell'Aston Martin DBS Superleggera. Il motore è un V12 biturbo da 5,2 litri, che sviluppa 700 CV a 6500 giri/min ed eroga una coppia massima di 753 N m dai 1800 a 5000 giri/min. Lo scatto da 0 a 100 km/h è di 3,5 secondi, con la velocità massima limitata elettronicamente a 300 km/h.